# Arctotis arctotoides
Arctotis arctotoides là một loài thực vật có hoa trong họ Cúc. Loài này được (L.f.) O.Hoffm. mô tả khoa học đầu tiên năm 1910.